# Escàner de ports
Un escàner de ports és un programa informàtic que analitza l'estat dels ports d'una màquina connectada a una xarxa de comunicacions. Detecta si un port està obert, tancat, o protegit per un tallafoc.
S'utilitza per detectar quins serveis comuns està oferint la màquina i possibles vulnerabilitats de seguretat segons els ports oberts. També pot arribar a detectar el sistema operatiu que està executant la màquina segons els ports que té oberts. És usat per administradors de sistemes per analitzar possibles problemes de seguretat, però també és utilitzat per usuaris malintencionats que intenten comprometre la seguretat de la màquina o la xarxa.
Existeixen diversos programes escanejadors de ports per la xarxa. Un dels més coneguts és el Nmap, disponible tant per Linux, OS X i Windows.